# Simplicia robustalis
Simplicia robustalis là một loài bướm đêm trong họ Noctuidae.